# Janja (Bijeljina)
Pour les articles homonymes, voir Janja.
Janja (en serbe cyrillique : Јања) est une localité de Bosnie-Herzégovine. Elle est située sur le territoire de la ville de Bijeljina et dans la république serbe de Bosnie. Selon les premiers résultats du recensement bosnien de 2013, elle compte 12 233 habitants.

## Géographie
Janja est située à la frontière entre la Bosnie-Herzégovine et la Serbie, à la confluence de la rivière Janja et de la Drina (un affluent droit de la Save).

## Démographie

### Évolution historique de la population dans la localité
| 1948  | 1953  | 1961  | 1971  | 1981  | 1991   | 2013   |
| ----- | ----- | ----- | ----- | ----- | ------ | ------ |
| 5 562 | 6 108 | 6 915 | 7 945 | 9 226 | 10 458 | 12 233 |

|  |

### Répartition de la population par nationalités (1991)
En 1991, Janja était divisée en quatre communautés locales.